# A múmia (film, 1932)
A Múmia (eredeti cím: The Mummy) 1932-ben bemutatott fekete-fehér amerikai horrorfilm klasszikus Karl Freund rendezésében, Boris Karloff-fal és a monarchiából kivándorolt (német nemzetiségű) Johann Zitával a főszerepben. A producer Carl Laemmle Junior volt. Az eredetihez hasonlóan nagy sikert arató, 1999-ben készített A múmia film ennek feldolgozása alapján készült. A film és folytatásai megalapozták a  "múmia" motívum archetípusát a filmes és televíziós világban.

## Cselekmény
Egy brit régészcsoport 3700 évvel halála után véletlenül életre kelt egy múmiát, aki Imhotep főpap volt és élve bebalzsamozva temették el, azért mert megpróbálta feltámasztani halott szeretőjét,  Anck-es-en-Amont.  A régészek óvatlansága miatt varászigékkel életre keltett múmia, most már magát Ardath bejnek álcázva, útnak indul, hogy megtalálja elveszett szerelmét, akiről úgy gondolja, hogy reinkarnálódott a modern világban.

## Szereplők
- Boris Karloff – Múmia, Im-Ho-Tep főpap
- Johann Zita – Helen Grosvenor, Anck-es-Amon hercegnő
- David Manners – Frank Whemple
- Edward van Sloan – Müller professzor
- Arthur Byron – Sir Joseph Whemple